# Costelytra brooksei
Costelytra brooksei är en skalbaggsart som beskrevs av Given 1966. Costelytra brooksei ingår i släktet Costelytra och familjen Melolonthidae. Inga underarter finns listade i Catalogue of Life.